# Nokia E65
Il Nokia E65 è un telefono cellulare prodotto dalla Nokia della Serie E con sistema operativo Symbian 60, prodotto nel 2007

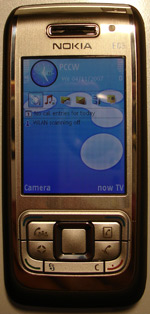
Nokia E65.

## Caratteristiche
- Invio e ricezione di SMS, MMS ed e-mail
- Registrazione vocale, note, suonerie
- quadband
- Wi-fi 802.11b/g e Bluetooth 1.2
- Fotocamera da 2 Megapixel senza flash con registrazione video (CIF) fino a 30fps in MPEG-4.
- Schermo QVGA (240 × 320 pixel) con supporto fino a 16 milioni di colori
- Colori disponibili: Nero, Moca, rosso, rosa e blu.
- Memoria di 60 MB espandibile con MicroSD fino a 2GB.
- Navigazione in rete con HTML Nokia browser e XHTML browser
- UMTS
- Videochiamata

## Misure
- Volume: 74 cc
- Peso: 115 g
- Dimensioni: 105 × 49 × 15.5 mm